# Вулиця Андрія Верхогляда
Ву́лиця Андрі́я Верхогля́да — вулиця в Печерському районі міста Києва, місцевості Звіринець, Бусове поле. Пролягає від вулиці Професора Підвисоцького до вулиці Сергія Миронова.
Прилучається вулиця Кахи Бендукідзе.

## Історія
З 1999 по 2012 роки мала назву Михайла Драгомірова, 15 березня 2012 року назва уточнена на Михайла Драгомирова. Названа на честь одного з найуспішніших воєначальників та військових теоретиків українського походження в XIX столітті, генерала Михайла Драгомирова (1830–1905).
20 червня 2023 року Київська міська рада перейменувала вулицю на честь військовослужбовця, Героя України Андрія Верхогляда (позивний «Лівша»). 

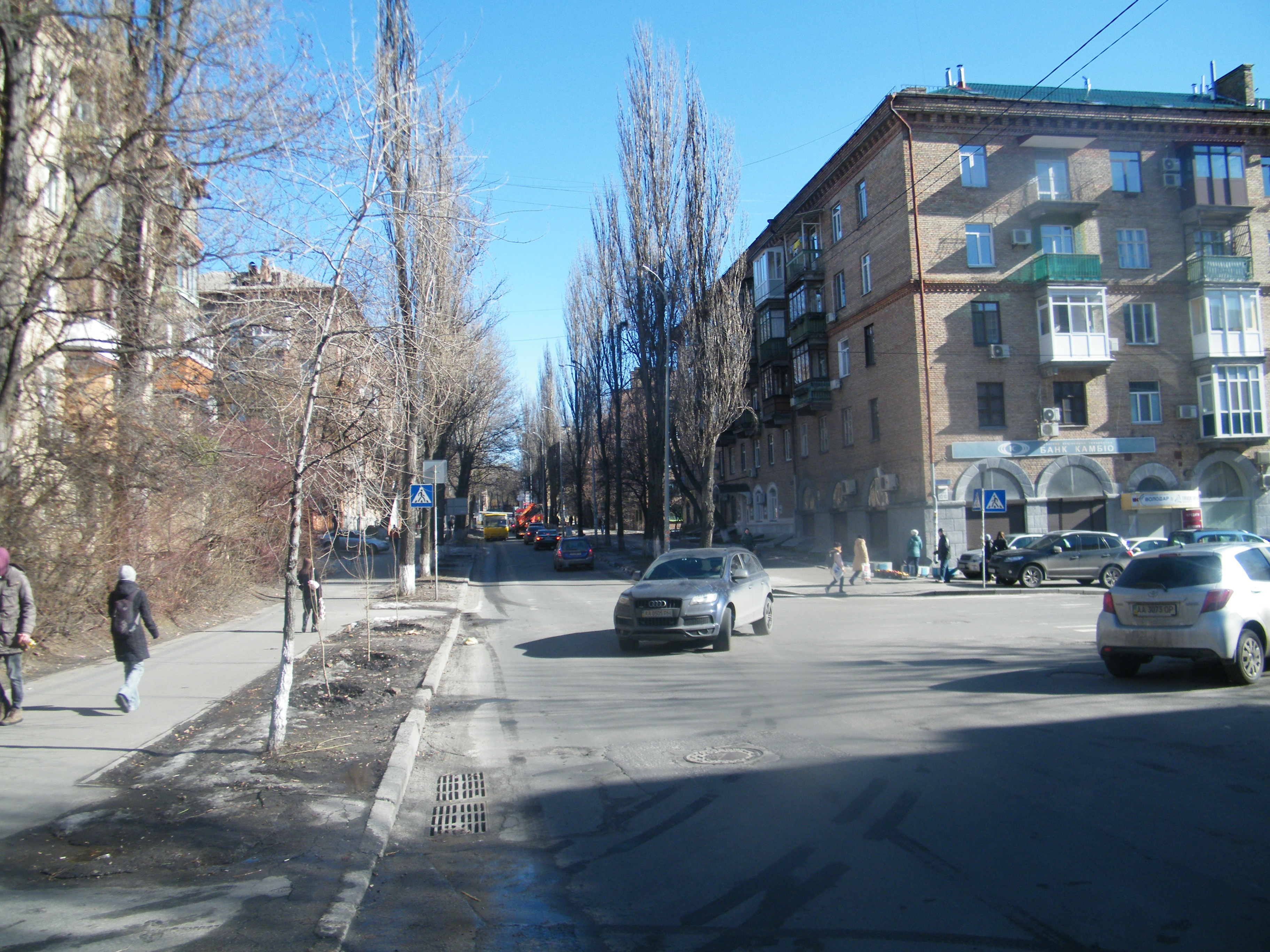
Вулиця Професора Підвисоцького на розі з вулицею Андрія Верхогляда
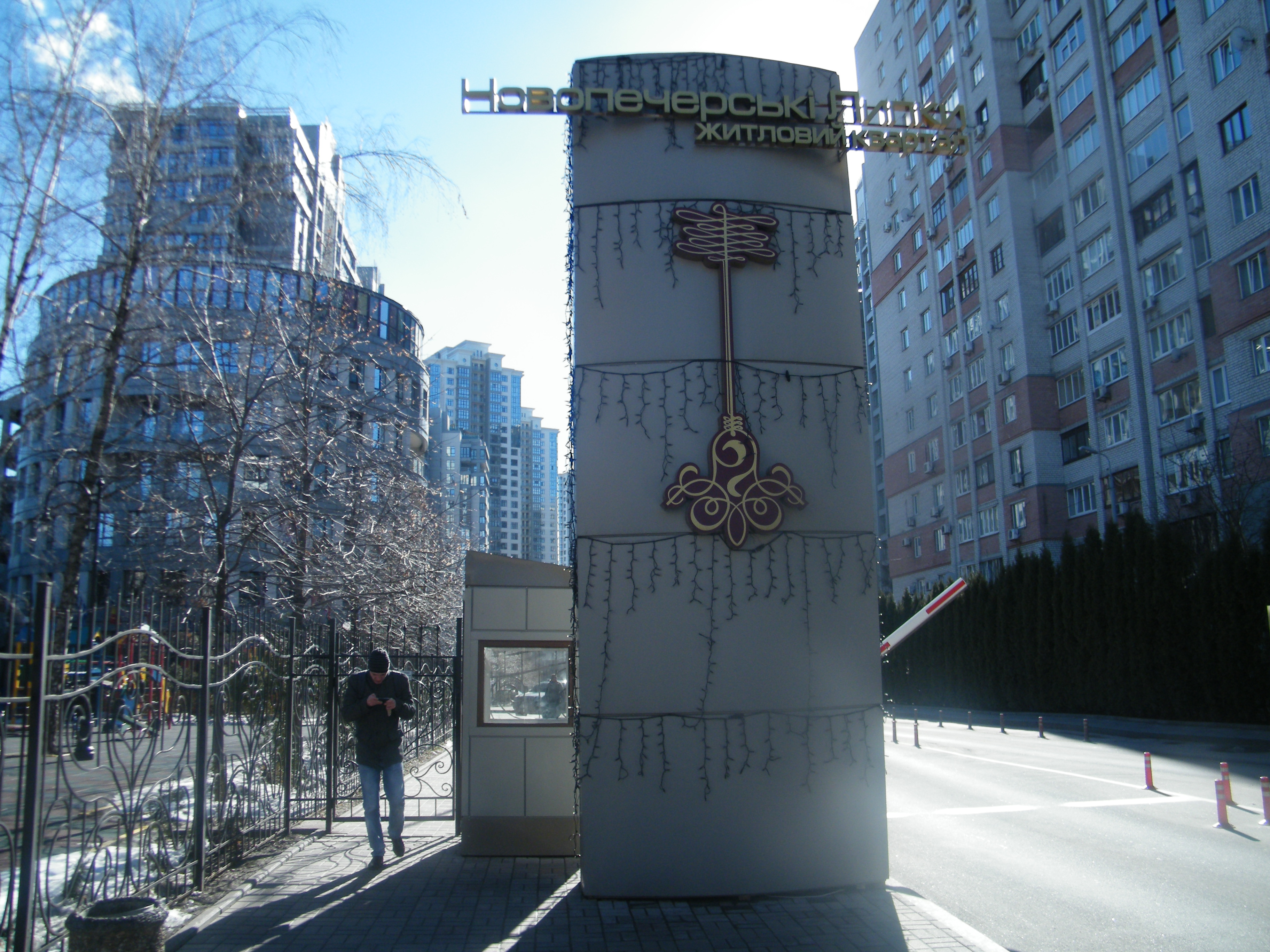
ЖК «Новопечерські Липки» на вулиці Андрія Верхогляда
ЖК «Новопечерські Липки»